# Lasioglossum cinctipes
Lasioglossum cinctipes är en biart som först beskrevs av Léon Abel Provancher 1888.
Lasioglossum cinctipes ingår i släktet smalbin och familjen vägbin. Inga underarter finns listade i Catalogue of Life.

## Beskrivning
Ett svart bi med gles, vitaktig behåring. Hanen har dock kraftigare behåring på ansiktets nedre del. Tergiterna (segmenten på bakkroppens ovansida) 2 till 4 har vita hårband i framkanterna. Kroppslängden är omkring 8 mm.

## Ekologi
Lasioglossum cinctipes är en primitivt social art, där honan producerar mer än en kull, varav den första består enbart av honor, som fungerar som arbetare.
Arten, som flyger mellan maj och oktober, är polylektisk, den besöker blommande växter från flera familjer: Desmeknoppsväxter, amaryllisväxter, sumakväxter, flockblommiga växter, oleanderväxter, korgblommiga växter, strävbladiga växter, korsblommiga växter, buxbomsväxter, kornellväxter, ljungväxter, ärtväxter, hortensiaväxter, johannesörtsväxter, fackelblomsväxter, malvaväxter, dunörtsväxter, slideväxter, ranunkelväxter, brakvedsväxter, rosväxter, videväxter och stenbräckeväxter.

## Utbredning
Utbredningsområdet omfattar Nova Scotia i Kanada till Minnesota i USA, med utsträckning i söder till Georgia.